# Ataque à Embaixada da Turquia em Lisboa
O ataque à Embaixada da Turquia em Lisboa foi um ataque terrorista levado a cabo por um grupo de Arménios, em 1983, do qual resultaram sete mortos.
A 27 de Julho de 1983, um comando do Exército Revolucionário Arménio de cinco homens assalta a Embaixada da Turquia em Lisboa, tendo morrido os cinco assaltantes, um polícia português e a mulher de um diplomata turco.
As mortes foram originadas pelo uso de explosivos, após o cerco policial (alegadamente os terroristas por acidente fizeram explodir os engenhos que estavam em seu poder).
Foi a estreia em contexto real do Grupo de Operações Especiais (GOE) da Polícia Portuguesa.